# Фундамент
Фунда́мент (лат. fundamentum) — строительная несущая конструкция, часть здания, сооружения, которая воспринимает все нагрузки от вышележащих конструкций и распределяет их по основанию.
Фундамент, как правило, изготавливается из бетона или железобетона, а также камня, стали или дерева (стальных или деревянных свай).
В регионах с суровыми зимами фундаменты, как правило, закладываются ниже глубины промерзания грунта, чтобы предотвратить выпучивание. Мелкозаглублённые фундаменты обычно применяют при строительстве лёгких построек.
Для строительства зданий применяются ленточные, отдельно стоящие столбчатые, свайные и плитные или комбинированные фундаменты. Они бывают сборные (сплошные монолитные или стаканного типа), монолитные и сборно-монолитные. Выбор фундамента зависит от сейсмичности местности, залегающих в основании грунтов и архитектурных решений.
Изготовление фундамента из бетона возможно при температуре выше 5 °С, что накладывает существенные ограничения на сезонность выполнения строительных работ. Проведение работ при более низких температурах возможно с использованием технологии электропрогрева.

## Классификация фундаментов
По глубине заложения
- Неглубокого заложения[англ.] на естественных основаниях или искусственных;
- Глубокого заложения[англ.];

По назначению
- Несущий;
- Комбинированный, то есть способный, в дополнение к несущим функциям, выполнять ещё и функции сейсмической защиты;
- Специальный, например, экспериментальные антисейсмические «качающиеся» фундаменты; «плавающие» фундаменты, давление которых равно давлению вынутого грунта и другие.

По материалу
- каменный:
  - из природных камней (бут): бутовый, бутобетонный;
  - из искусственных камней: керамический кирпич, бетонный блок.
- железобетонный:
- бетонный;
- ячеистобетонный;
- деревянный.

По типу конструкции
В инженерной практике получили распространение несколько основных разновидностей фундаментов:
- Столбчатый — монолитный из бетона, бутобетона или каменной кладки.
  - непосредственно столбчатый
  - «стаканного типа»
- Ленточный (сборный или монолитный):
  - по заглублению
    - заглубленный (ниже глубины промерзания);
    - малозаглубленный (выше глубины промерзания);

  - по конструкции[5]
    - ленточно-мембранные
      - ленточно-оболочечные
- Свайный (сборный или секционный либо монолитный):
- на забивных, трубобетонных, буронабивных, набивных, винтовых и других сваях.
- Свайно-ростверковый
- Плитный
- Комбинированный свайно-плитный (КСПФ)

Континуальный фундамент — очень объёмный, большой, чаще всего близкий к форме круга или квадрата, который нельзя рассматривать как отдельно стоящий столбчатый, плитный, ленточный или свайный фундамент. Обычно это: опоры мостов, силосов, бункеров и т. д. (См. также опускной колодец).

## Деформации и разрушение фундаментов и оснований

### Виды деформаций и разрушения фундаментов и оснований
Различают два основных вида разрушения фундамента — механическое и коррозионное. Механические повреждения фундаментов имеют вид трещин и изломов. Коррозионные повреждения в зависимости от времени и источника могут приводить к снижению его прочности или к полному разрушению.
Виды деформаций:
- перекос — разность осадок двух соседних фундаментов, отнесённая к расстоянию между ними (характерен для зданий каркасной системы);
- крен — разность осадок двух крайних точек фундамента, отнесённая к расстоянию между этими точками; характерен для абсолютно жёстких сооружений компактной формы в плане;
- относительный прогиб, или перегиб фундамента — отношение стрелы прогиба к длине изогнувшейся части здания или сооружения;
- закручивание — вращение фундамента вокруг своей оси;
- сдвиг — горизонтальное смещение от сейсмических и других нагрузок.

Вертикальные деформации оснований зданий и сооружений подразделяются на два вида:
- осадки — деформации уплотнения грунта под нагрузкой, не сопровождающиеся коренным изменением сложения грунта;

- абсолютная осадка отдельного фундамента;
- средняя осадка здания или сооружения, определяемая по абсолютным осадкам не менее чем трёх его отдельных фундаментов или трёх участков общего фундамента;
- дополнительная осадка от увлажнения грунтов оснований дождевыми и талыми водами, снижение их несущей способности, отсутствии планировки прилегающей территории, неисправности отмосток, промерзании основания при недостаточной глубине заложения фундаментов, наличии под фундаментами старых, небрежно засыпанных выработок, оползневых и карстовых явлений, увеличении давления на грунт при дополнительной нагрузке фундаментов (установка более тяжёлого оборудования, надстройка зданий и т. д.), динамических воздействий ударного или вибрирующего оборудования на фундаменты и основания при водонасыщенных песчаных грунтах, неисправности сетей водопровода, канализации, теплофикации, утечки из них воды и, как следствие, чрезмерное увлажнение или размыв грунта оснований, утечки под фундаменты агрессивных производственных сточных вод из неисправных сетей канализации и других факторов.

- просадки — деформации провального характера, вызываемые коренным изменением сложения грунта (уплотнением лёссовидных грунтов при их замачивании, уплотнением песчаных грунтов рыхлого сложения при динамических воздействиях, оттаиванием мёрзлых грунтов и т. д.).

### Причины разрушения и повреждения
Конструктивные ошибки
- наличие в основании насыпных грунтов, способствующих появлению сверхнормативных деформаций;
- несоблюдение установленной глубины заложения;

Неудовлетворительная эксплуатация
- неисправность систем водоснабжения, канализации, теплотрасс может привести к вымыванию основания;
- неудовлетворительное состояние отмостки, водосточных труб, тротуара по периметру здания:
- произведение подземных работ заранее, может привести к нарушению структуры грунтов. Особенно чувствительны глиняные грунты;
- динамическое воздействие, может привести к нарушению структуры грунтов. Особенно чувствительны водонасыщенные пылеватые грунты;
- выполнение ремонтно-строительных работ с нарушением технологии;
- наполнение пустот котлована водонепроницаемыми грунтами.

Ошибки проектирования
- расположение фундамента примыкающего к существующему, с глубиной заложения ниже основания;
- значительное уменьшение глубины фундамента, меньше 50 см от основания полов подвала;
- перераспределение нагрузок на фундамент без учёта его реальной несущей способности;
- возведение пристроек или увеличение этажности здания без достаточных данных о основании;
- понижение уровня подземных вод из-за их отвода;
- близкое расположение новых фундаментов под столбы и колонны, без дополнительных мероприятий:

## Расчёт фундаментов

### Теории расчётов осадок фундаментов
Для вычисления расчётных осадок фундаментов зданий и сооружений выбирают расчётную схему основания исходя из характера напластования грунтов, конструктивных особенностей сооружения и размеров фундамента. Выделяют два основных вида расчёта фундамента — по несущей способности и по предельным деформациям основания. Существует более двухсот методов (теорий) расчёта деформаций оснований, все они имеют свои достоинства и недостатки, вот некоторые из них:
- метод линейно деформируемого полупространства с условным ограничением глубины сжимаемой толщи Hс;
- метод линейно деформируемого слоя конечной толщины (К. Е. Егоров);
- метод эквивалентного слоя грунта (Н. А. Цытович);
- метод послойного суммирования — точность прогноза осадок понижается с увеличением площади фундаментов и глубины отрываемого котлована.

### Общие теории
Расчёт фундаментов для зданий и сооружений начинается с выбора типа фундаментов. Прежде всего требуется определить геометрию (размеры) фундаментов, исходя из их устойчивости и прочности применяемых материалов, для этого нужно выполнить следующие условия:
- Установить глубину заложения подошвы фундамента, зависящую от следующих факторов:

- расчётной глубины промерзания грунтов;
- технологических решений;
- конструктивных решений (конструктивных особенностей подземной части сооружения: наличие или отсутствие подвала; отдельные фундаменты под колонны, ленточные под стены или сплошная монолитная плита под всё сооружение; монолитные или сборные фундаменты и пр.);
- геологических изысканий (характера напластования и состояния грунтов: просадочность, пучинистость и др.);
- гидрогеологических изысканий (уровень грунтовых вод);
- массивности возводимого здания (два этажа или двадцать);
- особых условий строительной площадки — сейсмичность района (в сейсмических районах принято в среднем заглублять до 10 % всего здания исходя из опыта проектирования и указаний государственных нормативов);
- наличия построенных зданий и сооружений вблизи, подземных коммуникаций и др.;
- рельефа местности (горная местность или пологая равнина).

- Определить размеры фундамента:

- выполнить сбор нагрузок на фундаменты и на основание под ними — N (вертикальная нагрузка), M (опрокидывающий момент), Q (сдвигающая сила);
- принять предварительную площадь подошвы фундамента А и его размеры в плане (b×l) исходя из принятого значения R0, определив давление по подошве фундамента ρ (p = N/A) и сравнив его с реальным значением R0 для выбранных размеров фундамента;

- Расчёт прочности материала фундамента

- выполнить расчёт фундаментов на продавливание (вычислить толщину подушки фундаментов);

- Расчёт основания при необходимости

- расчёт песчаной подушки (для искусственного основания);
- расчёт глубинного уплотнения и т. д.;
- проверить прочность слабого подстилающего слоя, если это требуется по результатам оценки инженерно-геологических условий;

- Расчёт конечной осадки фундамента

- выполнить расчёт величины конечной осадки s фундамента (и сравнить её с предельно допустимой величиной абсолютной осадкой smaxU);
- расчёт осадок двух близко расположенных фундаментов.
- расчёт абсолютных осадок;
- расчёт средней осадки;
- расчёт относительной осадки.

- Вычислить величины различных видов деформаций оснований (расчёт устойчивости фундамента)

- расчёт фундаментов на опрокидывание (отрыв подошвы фундамента допускается обычно не более 1/4 площади, зависит от каждого конкретного случая, например, для фундаментов эстакад отрыв подошвы фундамента не допустим);
- расчёт фундаментов на сдвиг;
- расчёт фундаментов на относительную разность осадок, относительный прогиб, выгиб, крен фундамента или сооружения, закручивание.

### Нормативно-технические документы
- СП 50-102-2003 «Проектирование и устройство свайных фундаментов».
- СП 25.13330.2012 «Основания и фундаменты на вечномерзлых грунтах. Актуализированная редакция СНиП 2.02.04-88».
- СП 22.13330.2011 «Основания зданий и сооружений. Актуализированная редакция СНиП 2.02.01-83».
- СП 28.13330.2012 «Защита строительных конструкций от коррозии. Актуализированная редакция СНиП 2.03.11-85».
- СП 14.13330.2018 «Строительство в сейсмических районах. Актуализированная редакция СНиП II-7-81».
- СП 26.13330.2012 «Фундаменты машин с динамическими нагрузками. Актуализированная редакция СНиП 2.02.05-87».
- СП 45.13330.2017 «Земляные сооружения, основания и фундаменты. Актуализированная редакция СНиП 3.02.01-87».
- ГОСТ 13580-85 «Плиты железобетонные ленточных фундаментов. Технические условия».
- ГОСТ 23972-80 «Фундаменты железобетонные для параболических лотков. Технические условия».
- ГОСТ 24022-80 «Фундаменты железобетонные сборные под колонны сельскохозяйственных зданий. Технические условия».
- ГОСТ 24476-80 «Фундаменты железобетонные сборные под колонны каркаса межвидового применения для многоэтажных зданий. Технические условия».
- ГОСТ 28737-2016 «Балки фундаментные железобетонные для стен зданий промышленных и сельскохозяйственных предприятий. Технические условия».
- ГОСТ 24846-2012 «Грунты. Методы измерения деформаций оснований зданий и сооружений».